# Liste der griechischen Töpfer und Vasenmaler/H

## Namentlich bekannte Künstler
| Name         | Wikidata | Profession | Herkunft | Stil  | Zeit         | Bemerkung | Beispiel |
| ------------ | -------- | ---------- | -------- | ----- | ------------ | --- | -------- |
| Hegesiboulos |          | Töpfer     | Attika   | RF    | um 500       | einer der Töpfer der Pioniergruppe, möglicherweise identisch mit Hegesiboulos II oder ein Vorfahre; nach ihm ist der Hegesiboulos-Maler benannt                                         |          |
| Hegesiboulos |          | Töpfer     | Attika   | RF    | um 460       | möglicherweise identisch mit Hegesiboulos I oder ein Nachfahre |          |
| Hegias       |          | Vasenmaler | Attika   | RF    | Mitte 5. Jh. | |          |
| Hermaios     |          | Töpfer     | Attika   | RF    | Ende 6. Jh.  | nach Hermaios wurde der Hermaios-Maler benannt |          |
| Hermogenes   |          | Töpfer     | Attika   | SF    | Mitte 6. Jh. | Kleinmeister, namensgebend für den Hermogenes-Maler und die Hermogenes-Gruppe |          |
| Hermokrates  |          | Töpfer     | Attika   | RF    | Ende 6. Jh.  | |          |
| Hermonax     |          | Vasenmaler | Attika   | RF    | 470/40       | |          |
| Hieron       |          | Töpfer     | Attika   | RF    | 1/3 5. Jh.   | |          |
| Hilinos      |          | Töpfer     | Attika   | SF/RF | 520/10       | |          |
| Hischylos    |          | Töpfer     | Attika   | RF    | 540/15       | Kleinmeister, nach ihm wurden der Hischylos-Maler und der Maler der Cambridger Hischylos-Schale benannt, Einflussreicher Töpfer in der Übergangszeit vom schwarz- zum rotfigurigen Stil |          |
| Hypereides   |          | Töpfer     | Attika   | SF    | um 560       | |          |
| Hypsis       |          | Vasenmaler | Attika   | RF    | um 510       | |          |

## Nicht namentlich bekannte Künstler (Notnamen)
| Name                            | Wikidata                                                                                  | Profession                                                                                | Herkunft                                                                                  | Stil                                                                                      | Zeit                                                                                      | Bemerkung | Beispiel                                                                                  |
| ------------------------------- | ----------------------------------------------------------------------------------------- | ----------------------------------------------------------------------------------------- | ----------------------------------------------------------------------------------------- | ----------------------------------------------------------------------------------------- | ----------------------------------------------------------------------------------------- | --- | ----------------------------------------------------------------------------------------- |
| H.A.-Maler                      |                                                                                           | Vasenmaler                                                                                | Apulien                                                                                   | RF                                                                                        | Mitte 4. Jh.                                                                              | |                                                                                           |
| H.-P.-Maler                     |                                                                                           | Vasenmaler                                                                                | Attika                                                                                    | RF                                                                                        | um 500                                                                                    | auch H.P.-Maler |                                                                                           |
| Hadjiprodromou-Collection-Maler |                                                                                           | Vasenmaler                                                                                | Attika                                                                                    | RF                                                                                        |                                                                                           | |                                                                                           |
| Haeberlin-Maler                 |                                                                                           | Vasenmaler                                                                                | Kampanien                                                                                 | RF                                                                                        |                                                                                           | |                                                                                           |
| Haifa-Maler                     |                                                                                           | Vasenmaler                                                                                | Apulien                                                                                   | RF                                                                                        | 330-320                                                                                   | |                                                                                           |
| Hahn-Maler                      |                                                                                           | Vasenmaler                                                                                | Böotien                                                                                   | SF                                                                                        | um 500                                                                                    | |                                                                                           |
| Hahn-Maler                      |                                                                                           | Vasenmaler                                                                                | Korinth                                                                                   | SF                                                                                        | 4/4 7. Jh.                                                                                | |                                                                                           |
| Hähne-Maler                     |                                                                                           | Vasenmaler                                                                                | Korinth                                                                                   | SF                                                                                        | um 600                                                                                    | |                                                                                           |
| Haimon-Maler                    |                                                                                           | Vasenmaler                                                                                | Attika                                                                                    | SF                                                                                        | frühes 5. Jh.                                                                             | Hauptmeister der Haimon-Gruppe                                                                                           |                                                                                           |
| Maler der Halb-Palmetten        |                                                                                           | Vasenmaler                                                                                | Attika                                                                                    | SF                                                                                        |                                                                                           | auch Maler der halben Palmetten und Halbe-Palmetten-Maler; englisch Painter of the Half-Palmettes                        |                                                                                           |
| Hanfmann-Maler                  |                                                                                           | Vasenmaler                                                                                | Attika                                                                                    | SF                                                                                        | 4/4 6. Jh.                                                                                | |                                                                                           |
| Hannover-Maler                  |                                                                                           | Sarkophagmaler                                                                            | Klazomenai                                                                                | KS                                                                                        | 4/4 6. Jh. – 1/4 5. Jh.                                                                   | Sarkophagmaler im schwarzfigurigen Stil                                                                                  |                                                                                           |
| Harrow-Maler                    |                                                                                           | Vasenmaler                                                                                | Attika                                                                                    | RF                                                                                        | 2/4 5. Jh.                                                                                | |                                                                                           |
| Harvard-Maler                   |                                                                                           | Vasenmaler                                                                                | Attika                                                                                    | RF                                                                                        |                                                                                           | |                                                                                           |
| Maler von Harvard 2271          |                                                                                           | Vasenmaler                                                                                | Attika                                                                                    | SF                                                                                        |                                                                                           | |                                                                                           |
| Hasenjagd-Maler                 |                                                                                           | Vasenmaler                                                                                | Attika                                                                                    | RF                                                                                        |                                                                                           | englisch Hare Hunt Painter                                                                                               |                                                                                           |
| Hasselmann-Maler                |                                                                                           | Vasenmaler                                                                                | Attika                                                                                    | RF                                                                                        | 4/4 5. Jh.                                                                                | |                                                                                           |
| Hattat-Maler                    |                                                                                           | Vasenmaler                                                                                | Attika                                                                                    | SF                                                                                        |                                                                                           | auch Hattatt-Maler |                                                                                           |
| Havana-Maler                    |                                                                                           | Vasenmaler                                                                                | Korinth                                                                                   | SF                                                                                        |                                                                                           | |                                                                                           |
| Maler der Havanna-Eule          | siehe unter Maler der Eule in Havanna                                                     | siehe unter Maler der Eule in Havanna                                                     | siehe unter Maler der Eule in Havanna                                                     | siehe unter Maler der Eule in Havanna                                                     | siehe unter Maler der Eule in Havanna                                                     | siehe unter Maler der Eule in Havanna                                                                                    | siehe unter Maler der Eule in Havanna                                                     |
| Hearst-Maler                    |                                                                                           | Vasenmaler                                                                                | Apulien                                                                                   | RF                                                                                        | Ende 5. Jh.                                                                               | |                                                                                           |
| Maler der Hearst Flasche        |                                                                                           | Vasenmaler                                                                                | Korinth                                                                                   | SF                                                                                        |                                                                                           | |                                                                                           |
| Maler von Hearst SSW 9500       |                                                                                           | Vasenmaler                                                                                | Korinth                                                                                   | SF                                                                                        |                                                                                           | |                                                                                           |
| Hegesiboulos-Maler              |                                                                                           | Vasenmaler                                                                                | Attika                                                                                    | RF                                                                                        | um 460                                                                                    | nach dem Töpfer Hegesiboulos benannt                                                                                     |                                                                                           |
| Heidelberg-Maler                |                                                                                           | Vasenmaler                                                                                | Attika                                                                                    | SF                                                                                        | 575/55                                                                                    | auch Heidelberger Maler                                                                                                  |                                                                                           |
| Maler von Heidelberg 86         | siehe unter Akestorides-Maler                                                             | siehe unter Akestorides-Maler                                                             | siehe unter Akestorides-Maler                                                             | siehe unter Akestorides-Maler                                                             | siehe unter Akestorides-Maler                                                             | siehe unter Akestorides-Maler                                                                                            | siehe unter Akestorides-Maler                                                             |
| Maler von Heidelberg 166        |                                                                                           | Vasenmaler                                                                                | Böotien                                                                                   | SF                                                                                        | Mitte 6. Jh.                                                                              | |                                                                                           |
| Maler von Heidelberg 209        |                                                                                           | Vasenmaler                                                                                | Attika                                                                                    | RF                                                                                        |                                                                                           | |                                                                                           |
| Maler von Heidelberg 211        |                                                                                           | Vasenmaler                                                                                | Attika                                                                                    | RF                                                                                        | 4/4 5. Jh.                                                                                | |                                                                                           |
| Maler von Heidelberg U 6        |                                                                                           | Vasenmaler                                                                                | Apulien                                                                                   | RF                                                                                        | 360/40                                                                                    | |                                                                                           |
| Heidelberger Maler              | siehe unter Heidelberg-Maler                                                              | siehe unter Heidelberg-Maler                                                              | siehe unter Heidelberg-Maler                                                              | siehe unter Heidelberg-Maler                                                              | siehe unter Heidelberg-Maler                                                              | siehe unter Heidelberg-Maler                                                                                             | siehe unter Heidelberg-Maler                                                              |
| Heimarmene-Maler                |                                                                                           | Vasenmaler                                                                                | Attika                                                                                    | RF                                                                                        | 430/20                                                                                    | |                                                                                           |
| Hekate-Maler                    |                                                                                           | Vasenmaler                                                                                | Sizilien                                                                                  | RF                                                                                        | 4. Jh.                                                                                    | gehört zur Lentini-Gruppe und damit auch zur Lentini-Manfria-Gruppe                                                      |                                                                                           |
| Hektor-Maler                    |                                                                                           | Vasenmaler                                                                                | Attika                                                                                    | RF                                                                                        | 3/4 5. Jh.                                                                                | gehört zur Polygnot-Gruppe                                                                                               |                                                                                           |
| Helbig-Maler                    |                                                                                           | Vasenmaler                                                                                | Apulien                                                                                   | RF                                                                                        | 350-340                                                                                   | |                                                                                           |
| Helena-Maler                    |                                                                                           | Vasenmaler                                                                                | Attika                                                                                    | RF                                                                                        |                                                                                           | |                                                                                           |
| Helgoland-Maler                 |                                                                                           | Vasenmaler                                                                                | Kampanien                                                                                 | RF                                                                                        | 3/4 4. Jh.                                                                                | |                                                                                           |
| Helm-Maler                      |                                                                                           | Vasenmaler                                                                                | Apulien                                                                                   | RF                                                                                        | 4/4 4. Jh.                                                                                | gehört zur Capodimonte-Helm-Gruppe                                                                                       |                                                                                           |
| Henderson-Maler                 |                                                                                           | Vasenmaler                                                                                | Korinth                                                                                   | SF                                                                                        |                                                                                           | |                                                                                           |
| Hephaisteion-Maler              |                                                                                           | Vasenmaler                                                                                | Attika                                                                                    | RF                                                                                        | frühes 5. Jh.                                                                             | |                                                                                           |
| Hephaistos-Maler                |                                                                                           | Vasenmaler                                                                                | Attika                                                                                    | RF                                                                                        | 3/4 5. Jh.                                                                                | Manierist, einer der Namensgeber der Nausikaa-Hephaistos-Gruppe                                                          |                                                                                           |
| Hephaistos-Maler                | siehe unter Boreaden-Maler                                                                | siehe unter Boreaden-Maler                                                                | siehe unter Boreaden-Maler                                                                | siehe unter Boreaden-Maler                                                                | siehe unter Boreaden-Maler                                                                | siehe unter Boreaden-Maler                                                                                               | siehe unter Boreaden-Maler                                                                |
| Heraion-Maler                   |                                                                                           | Vasenmaler                                                                                | Attika                                                                                    | RF                                                                                        | Ende 6. Jh.                                                                               | |                                                                                           |
| Herakles-Maler                  |                                                                                           | Vasenmaler                                                                                | Attika                                                                                    | RF                                                                                        | 2/4 4. Jh.                                                                                | |                                                                                           |
| Maler der heraldischen Löwen    |                                                                                           | Vasenmaler                                                                                | Korinth                                                                                   | SF                                                                                        |                                                                                           | auch Heraldischer Löwen-Maler                                                                                            |                                                                                           |
| Heraldischer Löwen-Maler        | siehe unter Maler der heraldischen Löwen                                                  | siehe unter Maler der heraldischen Löwen                                                  | siehe unter Maler der heraldischen Löwen                                                  | siehe unter Maler der heraldischen Löwen                                                  | siehe unter Maler der heraldischen Löwen                                                  | siehe unter Maler der heraldischen Löwen                                                                                 | siehe unter Maler der heraldischen Löwen                                                  |
| Maler der heraldischen Reiter   |                                                                                           | Vasenmaler                                                                                | Korinth                                                                                   | SF                                                                                        |                                                                                           | |                                                                                           |
| Hercle-Maler                    |                                                                                           | Vasenmaler                                                                                | Etrurien                                                                                  | EK                                                                                        | 1/2 6. Jh.                                                                                | Hauptvertreter und Namensgeber der Hercle-Gruppe                                                                         |                                                                                           |
| Herdsman-Maler                  |                                                                                           | Vasenmaler                                                                                | Korinth                                                                                   | SF                                                                                        |                                                                                           | |                                                                                           |
| Hermaios-Maler                  |                                                                                           | Vasenmaler                                                                                | Attika                                                                                    | RF                                                                                        | 4/4 6. Jh.                                                                                | benannt nach dem Töpfer Hermaios                                                                                         |                                                                                           |
| Hermen-Maler                    |                                                                                           | Vasenmaler                                                                                | Attika                                                                                    | SF                                                                                        |                                                                                           | |                                                                                           |
| Hermes-Maler                    |                                                                                           | Vasenmaler                                                                                | Korinth                                                                                   | RF                                                                                        | Ende 5. Jh.                                                                               | |                                                                                           |
| Hermogenes-Maler                |                                                                                           | Vasenmaler                                                                                | Attika                                                                                    | SF                                                                                        |                                                                                           | benannt nach dem Töpfer Hermogenes                                                                                       |                                                                                           |
| Herzegovina-Maler               |                                                                                           | Vasenmaler                                                                                | Korinth                                                                                   | SF                                                                                        | Mitte 6. Jh.                                                                              | |                                                                                           |
| Hesiod-Maler                    |                                                                                           | Vasenmaler                                                                                | Attika                                                                                    | RF/WG                                                                                     | 2/4 5. Jh.                                                                                | |                                                                                           |
| Hesione-Maler                   |                                                                                           | Vasenmaler                                                                                | Etrurien                                                                                  | RF                                                                                        | 2/2 4. Jh.                                                                                | |                                                                                           |
| Hesperiden-Maler                |                                                                                           | Vasenmaler                                                                                | Attika                                                                                    | RF                                                                                        |                                                                                           | |                                                                                           |
| Hexen-Maler                     |                                                                                           | Vasenmaler                                                                                | Attika                                                                                    | RF                                                                                        |                                                                                           | auch Witch-Maler |                                                                                           |
| Himera-Maler                    |                                                                                           | Vasenmaler                                                                                | Sizilien                                                                                  | RF                                                                                        |                                                                                           | |                                                                                           |
| Hinterhalt-Maler                |                                                                                           | Vasenmaler                                                                                | Attika                                                                                    | SF                                                                                        |                                                                                           | auch Ambush-Maler |                                                                                           |
| Hippakontist-Maler              |                                                                                           | Vasenmaler                                                                                | Attika                                                                                    | RF                                                                                        | 2/4 5. Jh.                                                                                | |                                                                                           |
| Hippokamp-Maler                 |                                                                                           | Vasenmaler                                                                                | Apulien                                                                                   | RF                                                                                        | 4/4 4. Jh.                                                                                | |                                                                                           |
| Hippokampen-Maler               |                                                                                           | Vasenmaler                                                                                | Tarquinia                                                                                 | EK                                                                                        |                                                                                           | |                                                                                           |
| Hippolyte-Maler                 |                                                                                           | Vasenmaler                                                                                | Apulien                                                                                   | RF                                                                                        | 350-340                                                                                   | |                                                                                           |
| Hippolyte-Maler                 | für die gleichnamigen attischen und korinthischen Vasenmaler siehe unter Hippolytos-Maler | für die gleichnamigen attischen und korinthischen Vasenmaler siehe unter Hippolytos-Maler | für die gleichnamigen attischen und korinthischen Vasenmaler siehe unter Hippolytos-Maler | für die gleichnamigen attischen und korinthischen Vasenmaler siehe unter Hippolytos-Maler | für die gleichnamigen attischen und korinthischen Vasenmaler siehe unter Hippolytos-Maler | für die gleichnamigen attischen und korinthischen Vasenmaler siehe unter Hippolytos-Maler                                | für die gleichnamigen attischen und korinthischen Vasenmaler siehe unter Hippolytos-Maler |
| Hippolytos-Maler                |                                                                                           | Vasenmaler                                                                                | Attika                                                                                    | RF                                                                                        | 2/4 4. Jh.                                                                                | |                                                                                           |
| Hippolytos-Maler                |                                                                                           | Vasenmaler                                                                                | Korinth                                                                                   | SF                                                                                        | 2/4 6. Jh.                                                                                | auch Hippolyte-Maler, Hyppolytos-Maler und Maler des Hyppolytos-Kraters                                                  |                                                                                           |
| Maler des Hyppolytos-Kraters    | siehe unter Hippolytos-Maler                                                              | siehe unter Hippolytos-Maler                                                              | siehe unter Hippolytos-Maler                                                              | siehe unter Hippolytos-Maler                                                              | siehe unter Hippolytos-Maler                                                              | siehe unter Hippolytos-Maler                                                                                             | siehe unter Hippolytos-Maler                                                              |
| Hirschfeld-Maler                |                                                                                           | Vasenmaler                                                                                | Attika                                                                                    | SG                                                                                        | 750/30                                                                                    | |                                                                                           |
| Hischylos-Maler                 |                                                                                           | Vasenmaler                                                                                | Attika                                                                                    | RF                                                                                        |                                                                                           | benannt nach dem Töpfer Hischylos                                                                                        |                                                                                           |
| Hobart-Maler                    |                                                                                           | Vasenmaler                                                                                | Attika                                                                                    | RF                                                                                        |                                                                                           | namensgebender Teil der Hobart-Gruppe                                                                                    |                                                                                           |
| Maler der Hochzeit von Athen    |                                                                                           | Vasenmaler                                                                                | Attika                                                                                    | RF                                                                                        |                                                                                           | |                                                                                           |
| Hochzeits-Maler                 |                                                                                           | Vasenmaler                                                                                | Attika                                                                                    | RF                                                                                        | 480/60                                                                                    | |                                                                                           |
| Maler des Hochzeitszugs         |                                                                                           | Vasenmaler                                                                                | Attika                                                                                    | KE/SF                                                                                     | Mitte 4. Jh.                                                                              | auch Maler des Hochzeitszug[e]s und Maler der Wedding Procession                                                         |                                                                                           |
| Honolulu-Maler                  |                                                                                           | Vasenmaler                                                                                | Korinth                                                                                   | SF                                                                                        | 6. Jh.                                                                                    | |                                                                                           |
| Hoppin-Maler                    |                                                                                           | Vasenmaler                                                                                | Apulien                                                                                   | RF                                                                                        | 1/3 4. Jh.                                                                                | mit den Werken der Bukranion-Gruppe aus der Neubewertung des ehemals als Bukranion-Maler geführten Werkes hervorgegangen |                                                                                           |
| Hopkinson-Maler                 |                                                                                           | Sarkophagmaler                                                                            | Klazomenai                                                                                | KS                                                                                        | 2/4 5. Jh.                                                                                | Sarkophagmaler im schwarzfigurigen Stil                                                                                  |                                                                                           |
| Horse-Bird-Maler                | siehe unter Pferd-Vogel-Maler                                                             | siehe unter Pferd-Vogel-Maler                                                             | siehe unter Pferd-Vogel-Maler                                                             | siehe unter Pferd-Vogel-Maler                                                             | siehe unter Pferd-Vogel-Maler                                                             | siehe unter Pferd-Vogel-Maler                                                                                            | siehe unter Pferd-Vogel-Maler                                                             |
| Horseman Painter                |                                                                                           | Vasenmaler                                                                                | Kampanien                                                                                 | RF                                                                                        | 2/2 4. Jh.                                                                                | nach ihm ist die Horseman Group benannt; gehört zur CA-Gruppe                                                            |                                                                                           |
| Hortus-Maler                    |                                                                                           | Vasenmaler                                                                                | Attika                                                                                    | RF                                                                                        | 2/4 5. Jh.                                                                                | |                                                                                           |
| Houston-Maler                   |                                                                                           | Vasenmaler                                                                                | Attika                                                                                    | RF/WG                                                                                     | 2/2 5. Jh.                                                                                | |                                                                                           |
| Hunde-Maler                     |                                                                                           | Vasenmaler                                                                                | Korinth                                                                                   | PK                                                                                        | 1/2 7. Jh.                                                                                | |                                                                                           |
| Hund- und Katze-Maler           |                                                                                           | Vasenmaler                                                                                | Attika                                                                                    | RF                                                                                        | 2/4 5. Jh.                                                                                | |                                                                                           |
| Hydra-Maler                     |                                                                                           | Vasenmaler                                                                                | Attika                                                                                    | SF                                                                                        |                                                                                           | |                                                                                           |
| Maler der Hydria Berlin 2381    | siehe unter Maler der Berliner Hydria                                                     | siehe unter Maler der Berliner Hydria                                                     | siehe unter Maler der Berliner Hydria                                                     | siehe unter Maler der Berliner Hydria                                                     | siehe unter Maler der Berliner Hydria                                                     | siehe unter Maler der Berliner Hydria                                                                                    | siehe unter Maler der Berliner Hydria                                                     |
| Maler der Hydria in Cambridge   |                                                                                           | Vasenmaler                                                                                | Chalkidike                                                                                | SF                                                                                        | Mitte 6. Jh.                                                                              | |                                                                                           |
| Hyppolytos-Maler                | siehe unter Hippolytos-Maler                                                              | siehe unter Hippolytos-Maler                                                              | siehe unter Hippolytos-Maler                                                              | siehe unter Hippolytos-Maler                                                              | siehe unter Hippolytos-Maler                                                              | siehe unter Hippolytos-Maler                                                                                             | siehe unter Hippolytos-Maler                                                              |
| Töpfer der Hypsis-Hydria        |                                                                                           | Töpfer                                                                                    | Attika                                                                                    | RF                                                                                        | Ende 6. Jh.                                                                               | |                                                                                           |

## Gruppen
| Name                                | Wikidata                       | Profession                     | Herkunft                       | Stil                           | Zeit                           | Bemerkung | Beispiel                       |
| ----------------------------------- | ------------------------------ | ------------------------------ | ------------------------------ | ------------------------------ | ------------------------------ | --- | ------------------------------ |
| H.A.-Gruppe                         |                                | Vasenmaler                     | Apulien                        | RF                             | 2/3 4. Jh.                     | gehört zur Stupsnasen-Gruppe |                                |
| Habichtkannen-Gruppe                |                                | Vasenmaler                     | Attika                         | RF                             |                                | |                                |
| Hahn-Gruppe                         |                                | Töpfermaler                    | Attika                         | SF                             | Ende 6. Jh.                    | auch Hahn-Klasse, Cock-Gruppe und Hahnengruppe, Töpfer von Lekythen |                                |
| Haifa-Gruppe                        |                                | Vasenmaler                     | Apulien                        | RF                             |                                | |                                |
| Haimon-Gruppe                       |                                | Vasenmaler                     | Attika                         | SF                             | 1/4 5. Jh.                     | Hauptmeister war der Haimon-Maler, zur Gruppe gehören der Pholos-Maler, der Maler der halben Palmetten, der Weiß-Maler, die Gruppe von Athen 14645, der Brno-Maler, der Maler von Elaious 1, die Lańcut-Gruppe und die Lindos-Gruppe |                                |
| Haken-Gruppe                        |                                | Vasenmaler                     | Apulien                        | RF                             | Ende 4. Jh.                    | es werden mehrere Unterstile, etwa der Stil Cumae B, unterschieden |                                |
| Hanau-Gruppe                        |                                | Vasenmaler                     | Kampanien                      | RF                             |                                | |                                |
| Havanna-Gruppe                      |                                | Vasenmaler                     | Sizilien                       | RF                             | 3/4 4. Jh.                     | gehört zur Lentini-Manfria-Gruppe |                                |
| Gruppe von Harvard 2685             |                                | Vasenmaler                     | Attika                         | RF                             | Ende 5. Jh.                    | |                                |
| Gruppe von Harvard 3066             |                                | Töpfer                         | Etrurien                       | SK                             | um 300                         | |                                |
| Harvard-Heidelberg-Gruppe           |                                | Vasenmaler                     | Korinth                        | PK                             |                                | |                                |
| Gruppe der Hearst Sphingen          |                                | Vasenmaler                     | Korinth                        | SF                             |                                | |                                |
| Helbig-Reverse-Gruppe               |                                | Vasenmaler                     | Attika                         | RF                             |                                | |                                |
| Helbig-Weinreben-Gruppe             |                                | Vasenmaler                     | Apulien                        | RF                             | 350-340                        | gehört zur Schulman-Gruppe |                                |
| Helios-Gruppe                       |                                | Vasenmaler                     | Apulien                        | RF                             | 4/4 4. Jh.                     | |                                |
| Helios-Wind-Gruppe                  |                                | Vasenmaler                     | Apulien                        | RF                             |                                | |                                |
| Heraldische Gruppe                  |                                | Vasenmaler                     | Kykladen                       | OR                             |                                | |                                |
| Hercle-Gruppe                       |                                | Vasenmaler                     | Etrurien                       | EK                             | 1/2 6. Jh.                     | Hauptvertreter und Namensgeber war der Hercle-Maler, zur Gruppe gehört zudem der Queen's-College-Maler |                                |
| Hermione-Gruppe                     |                                | Vasenmaler                     | Attika                         | SF                             |                                | |                                |
| Hermogenes-Gruppe                   |                                | Vasenmaler                     | Attika                         | SF                             | Mitte 6. Jh.                   | Kleinmeister, benannt nach Hermogenes |                                |
| Heron-Gruppe                        | siehe unter Heron-Klasse       | siehe unter Heron-Klasse       | siehe unter Heron-Klasse       | siehe unter Heron-Klasse       | siehe unter Heron-Klasse       | siehe unter Heron-Klasse | siehe unter Heron-Klasse       |
| Hildesheim-Gruppe                   |                                | Vasenmaler                     | Attika                         | SF                             |                                | |                                |
| Hobart-Gruppe                       |                                | Vasenmaler                     | Attika                         | SF                             |                                | Namensgeber und Hauptvertreter war der Hobart-Maler |                                |
| Hobble-Gruppe                       |                                | Vasenmaler                     | Attika                         | SF                             | 336/35                         | |                                |
| Hoplite-Leaving-Home-Gruppe         |                                | Vasenmaler                     | Attika                         | SF                             | Ende 6. Jh.                    | Teil der Phanyllis-Gruppe |                                |
| Gruppe der horizontalen Efeublätter |                                | Vasenmaler                     | Alexandria                     | SG                             | 275–250                        | |                                |
| Horse-Bird-Gruppe                   | siehe unter Pferd-Vogel-Gruppe | siehe unter Pferd-Vogel-Gruppe | siehe unter Pferd-Vogel-Gruppe | siehe unter Pferd-Vogel-Gruppe | siehe unter Pferd-Vogel-Gruppe | siehe unter Pferd-Vogel-Gruppe | siehe unter Pferd-Vogel-Gruppe |
| Gruppe der Huge Lekythoi            |                                | Vasenmaler                     | Attika                         | RF                             | um 400                         | auch Gruppe der riesigen Lekythen |                                |
| Horseman Group                      |                                | Vasenmaler                     | Kampanien                      | RF                             | 2/2 4. Jh.                     | benannt nach dem Horseman Painter; gehört zur CA-Gruppe |                                |
| Hund- und Hase-Gruppe               |                                | Vasenmaler                     | Attika                         | SF                             | um 500                         | |                                |
| Hunde-Gruppe                        |                                | Vasenmaler                     | Attika                         | SF                             |                                | auch Dog-Gruppe |                                |
| Gruppe der Hydrien mit Ausguß       |                                | Vasenmaler                     | Etrurien                       | RF                             | 4/4 4. Jh.                     | |                                |

## Klassen
| Name                          | Wikidata                | Profession              | Herkunft                | Stil                    | Zeit                    | Bemerkung                                | Beispiel                |
| ----------------------------- | ----------------------- | ----------------------- | ----------------------- | ----------------------- | ----------------------- | ---------------------------------------- | ----------------------- |
| Klasse H                      |                         | Töpfer                  | Attika                  | RF/PL                   |                         | Töpfer von Kopfgefäßen                   |                         |
| Hahn-Klasse                   | siehe unter Hahn-Gruppe | siehe unter Hahn-Gruppe | siehe unter Hahn-Gruppe | siehe unter Hahn-Gruppe | siehe unter Hahn-Gruppe | siehe unter Hahn-Gruppe                  | siehe unter Hahn-Gruppe |
| Klasse von Hamburg 1917.477   |                         | Töpfer                  | Attika                  | SF                      | Ende 6. Jh.             | Töpfer von Hydrien                       |                         |
| Harrow-Klasse                 |                         | Töpfer                  | Attika                  | SF                      |                         | Töpfer von Kantharoi                     |                         |
| Klasse von Harvard 1925.30.39 |                         | Töpfer                  | Attika                  | RF/WG                   |                         | Töpfer von kleinen quadratischen Pyxiden |                         |
| Hasen-Klasse                  |                         | Töpfer                  | Attika                  | RF/WG                   | Ende 5. Jh.             |                                          |                         |
| Klasse von Heidelberg 163     |                         | Töpfer                  | Attika                  | RF/WG                   | Mitte 5. Jh.            |                                          |                         |
| Heron-Klasse                  |                         | Töpfer                  | Etrurien                | –                       | 680/60                  | auch Heron-Gruppe                        |                         |
| Hirsch-Klasse                 |                         | Töpfer                  | Attika                  | RF/PL                   |                         | Töpfer von Kopfgefäßen                   |                         |
| Honolulu-Klasse               |                         | Töpfer                  | Attika                  | SF                      | 3/3 6. Jh.              | Olpen-Töpfer                             |                         |
| Hyblaea-Klasse                |                         | Töpfer                  | Sizilien                | SF                      |                         | früher in Attika verortet                |                         |
| Hypobibazon-Klasse            |                         | Töpfer                  | Attika                  | SF                      | Ende 6. Jh.             |                                          |                         |

## Werkstätten
| Name                       | Wikidata | Profession  | Herkunft | Stil | Zeit       | Bemerkung | Beispiel |
| -------------------------- | -------- | ----------- | -------- | ---- | ---------- | --------- | -------- |
| Werkstattgruppe von Himera |          | Töpfermaler | Sizilien | RF   | 2/3 4. Jh. |           |          |
| Hoppin-Lecce-Werkstatt     |          | Töpfermaler | Apulien  | RF   |            |           |          |